# Rio dei Meloni

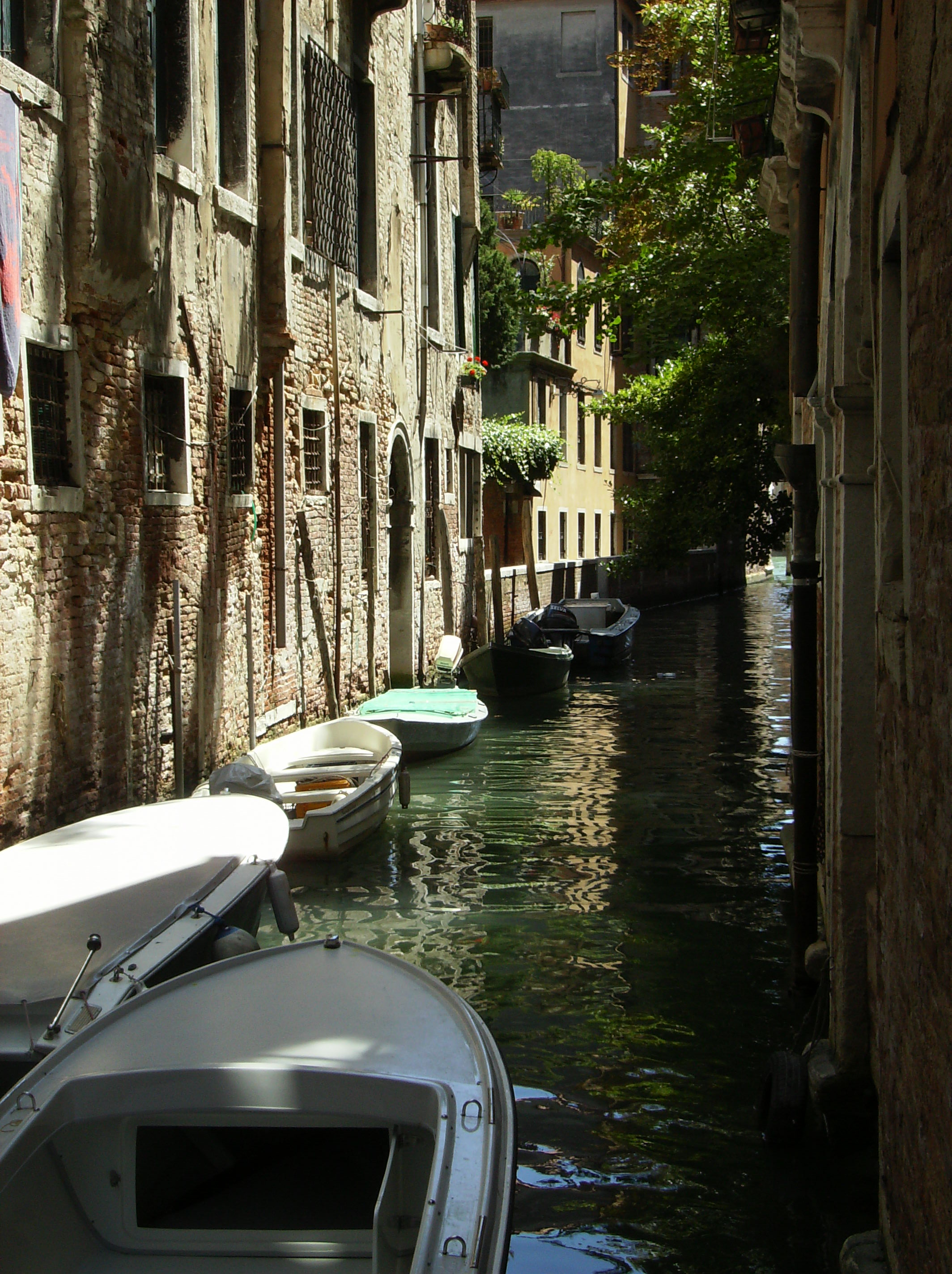
Le rio vers son embouchure dans le Grand Canal

Le rio dei Meloni est un canal de Venise dans le sestiere de San Polo.

## Description
Le rio dei Meloni a une longueur de 158 mètres. Il part du rio San Aponal en sens sud-sud-est vers son embouchure dans le Grand Canal.

## Origine
Le nom attribué à ce rio provient des quelques vendeurs de melons qui auraient fait commerce dans cette zone.

## Situation
Ce rio est une voie très usitée des gondoliers. 
Il débouche sur le Grand Canal entre :
- le Palais Businello(it) et
- le Palais Papadopoli.

## Pont
Le rio est coupé en deux par le :

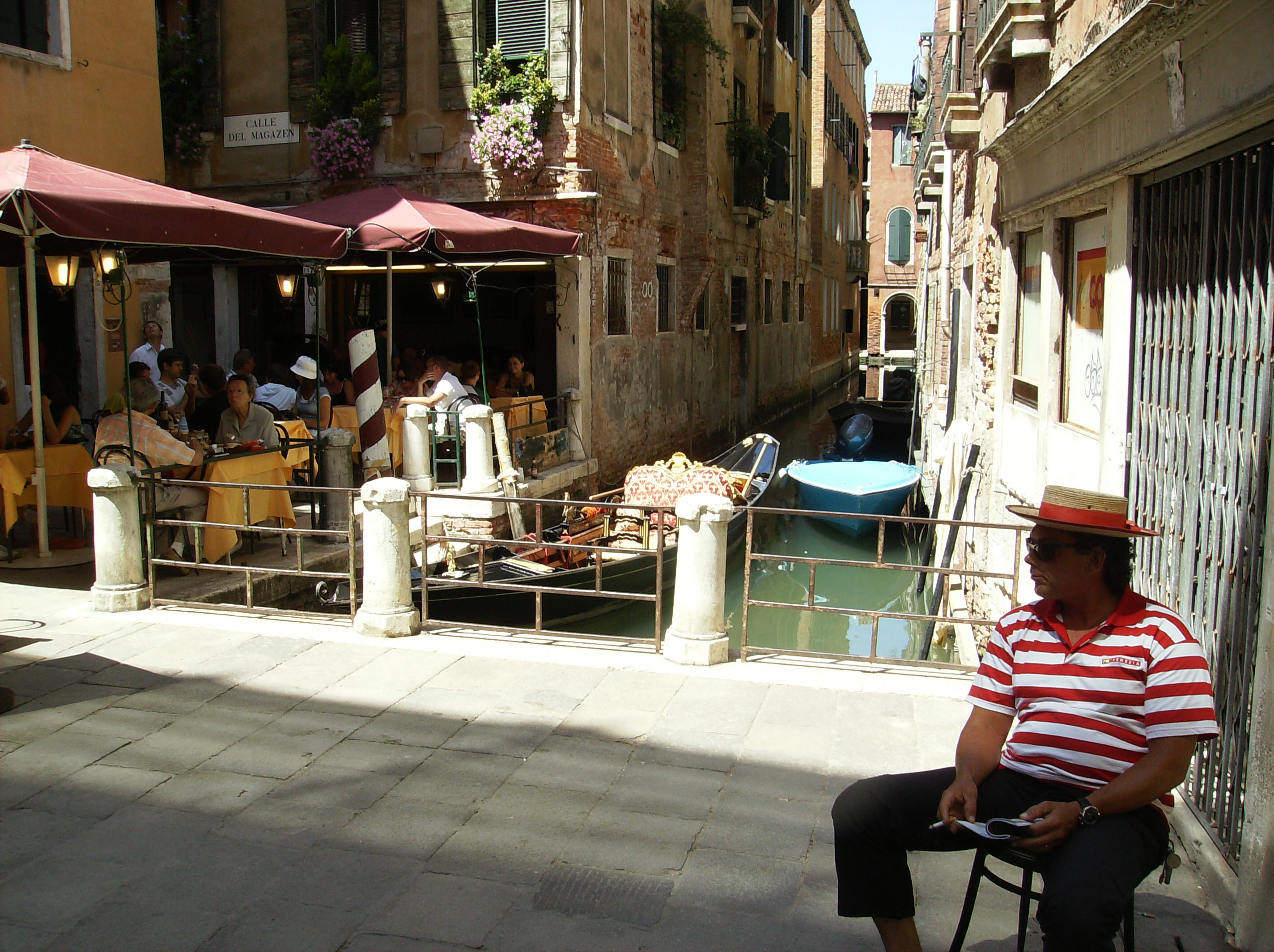
Ponte Piano del campiello dei Meloni, ancien lieu de vente de ces fruits